# Gerd Kristiansen
Gerd Kristiansen, född 1 augusti 1955 i Harstad, är en norsk fackföreningsperson och sedan 6 maj 2013 ledare för den norska Landsorganisasjonen, LO.
Kristiansen är utbildad undersköterska och har bland annat arbetat på Universitetssykehuset i Tromsø. Hon blev tidigt fackligt engagerad och var i tio år fackordförande för Norsk- Helse og Sosialforbund i Tromsø. Hon valdes till vice ordförande för LO 2009.